# Hollandse herdershond
Hollandse herdershond är en hundras från Nederländerna. Den avlades fram som vallande herdehund men är nu framförallt en sällskapshund och brukshund med användning som tjänstehund, bland annat som polishund. Den finns med tre olika hårlag: korthårig, strävhårig och långhårig. Den korthåriga är den vanligaste och den långhåriga ovanligast. Den kan lätt förväxlas med såväl schäfer som belgisk vallhund, med vilka den också är besläktad. Den första holländska rasklubben bildades 1898.

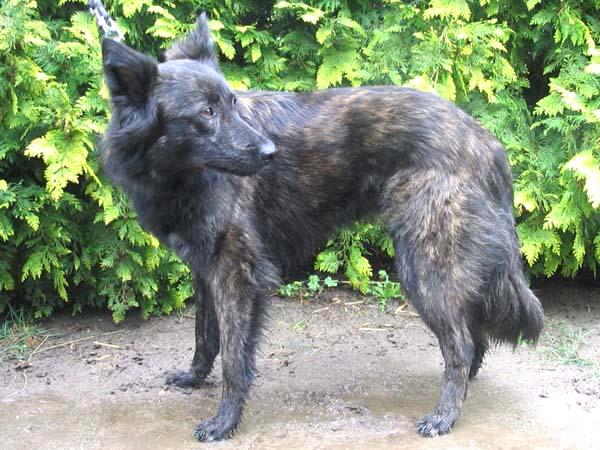
Långhårig
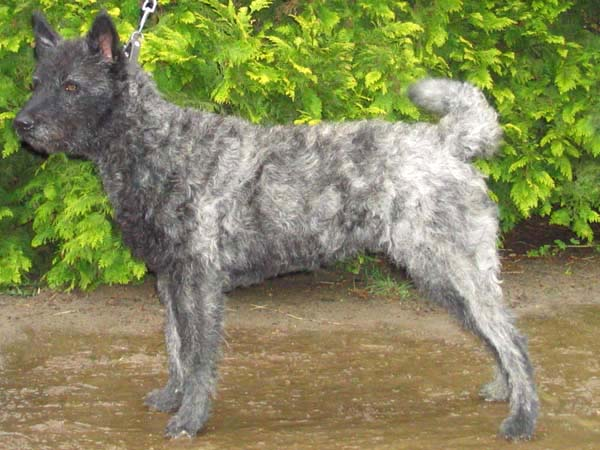
Strävhårig